# Rutilo Felipe Pozos Lorenzini
Rutilo Felipe Pozos Lorenzini (nacido el 15 de febrero de 1967 en Rancho San Diego,(San Simón de Bravo) Puebla) es el actual obispo de la Diócesis de Ciudad Obregón. Anteriormente, fue obispo auxiliar de la Arquidiócesis de Puebla y obispo titular de Satafis. Fue nombrado obispo por el papa Francisco el 6 de diciembre de 2013 y ordenado el 3 de marzo de 2014. Es el VII obispo de la Diócesis de Ciudad Obregón.